# Aschendorf (Papenburg)
Aschendorf ist ein Stadtteil der emsländischen Stadt Papenburg und einer der ältesten Orte Niedersachsens. In dem etwa 32 km² großen und an der Ems gelegenen Ortschaft leben über 8000 Einwohner.
Von 1952 bis einschließlich 1972 besaß Aschendorf das Stadtrecht und war Kreisstadt im Landkreis Aschendorf-Hümmling (1932 bis 1977; Kfz-Kennzeichen ASD) sowie Sitz der Samtgemeinde Aschendorf (1965–1972). Bereits vor 1952 wurde der Landkreis von der namensgebenden Gemeinde aus verwaltet, ebenso wie der vorangegangene Landkreis Aschendorf (1867 bis 1932).

## Geschichte

### Mittelalter
Der im nördlichen Emsland liegende Ort wurde erstmals in der Mitte des 8. Jahrhunderts als Ascanthorp in der Vita Liudgeri erwähnt, spätere Werke erwähnen Asikinthorpe. Ob das Wort „Thorp“, altfriesisch für Dorf, auf eine friesische Gründung schließen lässt, ist nicht abschließend geklärt. Aschendorf gilt damit als einer der ältesten Orte in Niedersachsen. Im 9. Jahrhundert wurde eine erste Holzkirche errichtet. Bis zum 13. Jahrhundert entstanden insgesamt fünf Kirchenbauten, allesamt Holzkirchen, wobei jeder Neubau die Überreste seiner Vorgänger teilweise zerstörte. Um 1250 wurde dann die erste Steinkirche im romanischen Baustil gebaut. 1498 wurde sie zu einer dreischiffigen Hallenkirche mit spätgotischem Chor umgebaut.
Aschendorfs Zehntherrschaft war zunächst zwischen dem Kloster Corvey und der Osnabrücker Kirche umstritten, wurde dann aber 1077 durch König Heinrich IV. endgültig der Osnabrücker Kirche übertragen. Im Jahre 1252 kam Aschendorf politisch an das Niederstift Münster, blieb aber kirchlich beim Bistum Osnabrück.
Angesichts mehrerer Versuche, sich von der münsterschen Herrschaft zu befreien, ließ der neue Landesherr zur Festigung seines Herrschaftsanspruches ab dem Jahre 1266 südlich von Aschendorf eine Burg errichten. Diese zunächst Fredoburg genannte Anlage wurde bei Aschendorfer Versuchen, sich des Landesherrn zu entledigen, mehrfach beschädigt oder zerstört. Nach einem Wiederaufbau im Jahre 1340 entstand an gleicher Stelle die Burg Nienhaus, die nunmehr auch Sitz des münsterschen Drosten wurde. Die Erhebungen der Aschendorfer gegen den münsterschen Landesherrn dauerte dennoch bis zum Jahre 1449 fort, wobei auch die Burg Nienhaus mehrfach Mittelpunkt zerstörerischer Angriffe war. Sie diente bei Besuchen der Landesherrschaft auch immer wieder als Herberge für verschiedene fürstbischöfliche Honoratioren.
1394 wurde Aschendorf erstmals urkundlich als Gerichtsort erwähnt, nachdem es schon früher Sitz eines Freigerichts gewesen war. Von 1322 bis 1736 war es auch immer wieder Verhandlungsort zur Beilegung von Territorialstreitigkeiten zwischen den Fürstbischöfen von Münster und den ostfriesischen Häuptlingen und später Grafen.

### Neuzeit
Unter dem ersten evangelischen Pastor Johannes Hermanni wurde 1538 die Reformation in Aschendorf eingeführt. Der letzte lutherische Pastor Heinrich Bothe wurde 1614 abgesetzt. Anschließend folgte die Rekatholisierung.
Die Burg Nienhaus war während des Dreißigjährigen Krieges mehrmals umkämpft und wurde gegen Ende des Krieges völlig zerstört. Als Bürgerwehr in Kriegszeiten wurde 1632 die Schützenbruderschaft gegründet, aus der der noch heute bestehende Schützenverein hervorging.
Ab 1668 gehörte Aschendorf auch kirchenrechtlich zum Bistum Münster. Auf Geheiß des Fürstbischofes von Münster ließen sich im Jahre 1679 Franziskaner im Ort nieder, deren Residenz 1682 zum Konvent erhoben wurde. 1684 wurde mit dem Bau des Klosters Aschendorf begonnen; dabei wurde auch Baumaterialien der zerstörten Burg Nienhaus verwendet.

### 18. Jahrhundert
Nach dem Erwerb des Altenkamps im Jahre 1723 durch den Fürstbischöflich-Münsterschen Drost des Emslandes, Freiherr Herrmann von Velen, ließ dieser bis zum Jahre 1729 das noch heute bestehende Herrenhaus errichten.
Im Jahre 1775 zerstörte eine große Feuersbrunst 54 Häuser und führte zu erheblichen Beschädigungen des Klosters.
Im Rahmen der Koalitionskriege gegen Napoleon nahmen im Jahre 1795 zunächst englische Truppen, später hessisch-hannoversche Truppen in Aschendorf Quartier. Haus Altenkamp beherbergte dadurch sowohl den späteren Herzog von Wellington, als auch den preußischen General Blücher.

### 19. Jahrhundert
Durch den Reichsdeputationshauptschluss (1803) wurde Aschendorf nach jahrhundertelanger Zugehörigkeit zum Hochstift Münster Teil des Herzogtums Arenberg-Meppen. Ab 1806 gehörte Aschendorf als Teil des Herzogtums Arenberg zum Rheinbund, der unter dem Protektorat Napoleons stand. Ab 1809 galt der Code civil. 1811 wurden die Hanseatischen Departements direkt dem französischen Kaiserreich unterstellt. Aschendorf lag nunmehr im Kanton Papenburg, welches wiederum zum Arrondissement Lingen des französischen Departements Ober-Ems gehörte. Die einhergehende Verwaltungsreform fand am 3. März 1811 ihren Abschluss. Das französische Steuerwesen galt ab dem 1. Juli 1811, die französische Verfassung ab dem 20. August desselben Jahres. Im Rahmen der napoleonischen Säkularisation wurde das Aschendorfer Franziskanerkloster 1812 nach 150-jährigem Bestehen geschlossen.
Nach der Niederlage Napoleons gegen die Verbündeten wurde Aschendorf 1813 preußisch. Eine Kommission mit Sitz in Meppen verwaltete nunmehr wieder die ehemaligen Arenbergischen Gebiete. Diese wurde wenig später jedoch aufgehoben und mit der Verwaltung des Kreises Lingen zusammengelegt, das bereits seit 1702 zu Preußen gehörte. Schon 1814 jedoch wurde Aschendorf auf Beschluss der Verbündeten dem Königreich Hannover zugeordnet, welches wiederum in Personalunion zu Großbritannien gehörte. Aufgrund der veränderten politischen Verhältnisse gehörte Aschendorf ab 1824 wiederum zum Bistum Osnabrück. 1826 wurden ausgewählte standesherrliche Rechte abermals dem Herzog von Arenberg übertragen, wodurch Aschendorf 1827 Sitz eines der vier herzoglich-arenbergischen Mediatämter wurde. In der Folge wurde bis 1836 in unmittelbarer Nähe der ehemaligen Burg das Amtshaus Nienhaus errichtet.
Ausdruck der freiheitlichen und nationalen Bewegung in Aschendorf war die Gründung des Männergesangsvereins Liedertafel „Erholung“ im Jahre 1845. Haus Altenkamp war im Revolutionsjahr 1848 Ziel eines Demonstrationszuges der Papenburger Kaufleute.
1856 erhielt Aschendorf Anschluss an die Bahnstrecke Emden—Rheine.
Nach dem Krieg von 1866 gehörte Aschendorf nunmehr als Teil des Kreises Meppen zu Preußen. Durch die preußische Justizvereinfachung verlor Aschendorf seine Funktion als Gerichtsort, wurde aber durch die Verwaltungsreform im Jahre 1884 Sitz des neugebildeten Kreises Aschendorf.
Wenige Jahre später (1897) wurde die Rektoratschule, die spätere Mittelschule und heutige Realschule, gegründet.

### 20. Jahrhundert

Wappen der Samtgemeinde

Die Landkreise Aschendorf und Hümmling wurden 1932 zum Landkreis Aschendorf-Hümmling zusammengeschlossen. Sitz der Kreisverwaltung war die Gemeinde Aschendorf.
Von 1935 bis 1945 befand sich südöstlich der zu Aschendorf gehörenden Ortschaft Aschendorfermoor das nationalsozialistische Strafgefangenenlager Emslandlager Aschendorfermoor.
Nach dem Zweiten Weltkrieg war Aschendorf Teil der polnischen Besatzungszone. In Aschendorf wurde während der Besatzungszeit auf dem Kirchplatz ein Plakat mit den Namen von 35 deutschen Frauen aufgehängt, die angeblich intime Beziehungen mit Polen unterhielten.
Am 7. September 1952 erhielt Aschendorf im Rahmen der 1200-Jahr-Feier das Stadtrecht und wurde Kreisstadt.
1965 wurde die Samtgemeinde Aschendorf aus den Gemeinden Stadt Aschendorf, Lehe, Neulehe, Nenndorf und Tunxdorf gebildet, die 1966 um Herbrum erweitert wurde.
1971 umfasste die Samtgemeinde Aschendorf eine Fläche von etwa 92 km² und hatte 8.001 Einwohner. Davon lebten in der Stadt Aschendorf 5.542 Einwohner. Zu diesem Zeitpunkt hatte die Stadt die Postleitzahl 4497 und sowohl die Schreibweise Aschendorf (Ems) als auch Aschendorf/Ems war gebräuchlich.
Im Zuge der Gebietsreform in Niedersachsen wurden mit Wirkung zum 1. Januar 1973 Stadt und Samtgemeinde aufgelöst. Die Stadt Aschendorf sowie die Gemeinden Bokel, Herbrum, Nenndorf und Tunxdorf wurden in die Stadt Papenburg eingegliedert, nachdem es vorher eine jahrelange enge Zusammenarbeit zwischen Aschendorf, Bokel und Papenburg im kommunalen Zweckverband gegeben hatte. Die Gemeinden Lehe und Neulehe wurden der neuen Samtgemeinde Dörpen zugeordnet.
Der Niedersächsische Landtag beschloss am 28. März 1990 die Wiederherstellung der Stadt Aschendorf als Gemeinde und somit eine Ausgliederung aus der Stadt Papenburg, jedoch stoppte das Bundesverfassungsgericht die Umsetzung des Gesetzes 1992 endgültig.

### Wappen und Flagge
| Wappen der ehemaligen Stadt Aschendorf (Hümmling) | Blasonierung: „In Gold (Gelb) ein blauer Wellenbalken überdeckt von einem viereckigen roten Wehrturm mit blauem Zeltdach in übereckiger Stellung.“ |
| Wappen der ehemaligen Stadt Aschendorf (Hümmling) | Wappenbegründung: Das von Waldemar Mallek entworfene Wappen wurde am 31. August 1952 durch den niedersächsischen Innenminister verliehen. Der Wellenbalken symbolisiert die Ems. Der Wehrturm stellt die Sankt Amandus Kirche dar; sie wurde um 800 als Taufkirche des sächsischen Emsgaues gegründet. |

|  | 00Hissflagge: „Die Flagge ist zweimal geteilt von Gelb, Blau und Gelb im Verhältnis 1:5:1 mit dem Wappen in der Mitte.“ |

|  | 00Banner: „Das Banner ist zweimal gespalten von Gelb, Blau und Gelb im Verhältnis 1:5:1 mit dem Wappen oberhalb der Mitte.“ |

## Politik

### Ortsrat
Nach der Gemeindeneugliederung wurde ein Ortsrat mit 22 Sitzen eingerichtet, der für die örtlichen Belange zuständig ist. Die Aufgaben des Ortsrates sind im Niedersächsischen Kommunalverfassungsgesetz (NKomVG) geregelt. Die Anzahl der Mitglieder ergibt sich laut Hauptsatzung aus der Einwohnerzahl der Ortschaft und entspricht der für eine Gemeinde mit einer Einwohnerzahl zwischen 8001 und 9000 Einwohnern. Die Ratsmitglieder werden durch eine Kommunalwahl für jeweils fünf Jahre gewählt. Die aktuelle Amtszeit begann am 1. November 2021 und endet am 31. Oktober 2026.
Die vergangenen Ortsratswahlen ergaben folgende Sitzverteilungen:
| Partei | 2021 | 2021  |      | 2016  | 2016 | 2011  | 2011 |
| Partei | %    | Sitze | %    | Sitze | %    | Sitze |      |
| ------ | ---- | ----- | ---- | ----- | ---- | ----- | ---- |
| CDU    | 36,2 | 8     | 38,3 | 8     | 38,7 | 8     |      |
| FDP    | 28,5 | 6     | 27,7 | 6     | 23,8 | 5     |      |
| SPD    | 25,6 | 6     | 26,0 | 6     | 20,9 | 5     |      |
| Grüne  | 9,6  | 2     | 7,9  | 2     | 10,3 | 2     |      |
| UWG    | -    | -     | -    | -     | 6,4  | 1     |      |

### Ortsbürgermeisterin
Die Ortsbürgermeisterin von Aschendorf ist Marion Terhalle (FDP).

## Persönlichkeiten
- Johannes zum Sande (* 4. Januar 1802, Aschendorf; † 6. April 1878, Lingen) war ein deutscher Jurist und Politiker.
- Theodora Korte (Pseudonym: Theo von Nienhaus) (* 12. November 1872 in Aschendorf; † 31. August 1926 in Münster) war eine Dichterin und Schriftstellerin. Sie verfasste insbesondere religiös geprägte Schriften und war eine bekannte Autorin von Kinder- und Jugendliteratur.
- Heinrich Middendorf SCJ (* 31. August 1898 in Aschendorf; † 10. August 1972 in Osnabrück) war ein deutscher Priester und Missionar. Er versteckte neun jüdische Bürger im Kloster Stegen und rettete sie so vor dem Holocaust. Er erhielt 1994 den Titel Gerechter unter den Völkern.
- Hans-Michael Goldmann (* 1. Juli 1946 in Hildesheim; † 17. Mai 2023 in Aschendorf), (FDP), von 1998 bis 2013 Mitglied des Deutschen Bundestages, lebte in Aschendorf
- Karl Puls-Janssen (* 23. August 1955 in Aschendorf), Politiker (Bündnis 90/Die Grünen) und Mitglied des Niedersächsischen Landtages

## Stolpersteine
Am 13. April 2010 wurden in Aschendorf acht Stolpersteine des Kölner Künstlers Gunter Demnig verlegt. Sie sollen die Erinnerung an die Opfer der nationalsozialistischen Diktatur wachhalten. Die Steine erinnern an Helene Hes (1893–1942), Sophie Hes (1900–1944), Simon Sax (1871–1943), Alfred Sax (1905–1942), Klara Sax (1909–1942), Hermann Sax (1904–?), Rudolf Sax (1907–1943) und Josef Sax (1914–1942).

## Infrastruktur und Wirtschaft

### Verkehr
Zu erreichen ist Aschendorf über die Autobahn A 31, Abfahrt Rhede. Ebenso führt die B 70 durch Aschendorf. Der Ort hat einen Bahnhof an der Emslandstrecke Emden–Rheine. Hier hält der RE 15 Emsland-Express nach Münster.
| Linie | Verlauf | Takt   | Betreiber     |
| ----- | --- | ------ | ------------- |
| RE 15 | Emsland-Express: (Emden Außenhafen –) (nur bei Schiffsverkehr) Emden Hbf – Leer (Ostfriesl) – Papenburg (Ems) – Aschendorf – Dörpen – Lathen – Haren (Ems) – Meppen – Geeste – Lingen (Ems) – Leschede – Salzbergen – Rheine – (Rheine-Mesum –)* Emsdetten – (Reckenfeld –)* Greven (← (Münster Zentrum Nord –)* Münster (Westf) Hbf * nur einzelne Züge Stand: Fahrplanwechsel Dezember 2023 | 60 min | WestfalenBahn |

### Behörden
Die folgenden Behörden und Ämter haben ihren Sitz in Aschendorf
- Finanzamt Papenburg
- Landkreis Emsland, Außenstelle Aschendorf-Hümmling
- Straßenmeisterei Papenburg

### Bildung
- Kindergarten Sankt Amandus, Villa Kunterbunt
- Amandusschule Aschendorf
- Heinrich-Middendorf-Oberschule Aschendorf
- Schule am Draiberg – Förderschule Sprache

### Feuerwehr
Die Brandbekämpfung am Ort wird durch die Freiwillige Feuerwehr Papenburg, Ortsfeuerwehr Aschendorf, gewährleistet. Diese ist eine von den drei Papenburger Stadtwehren, zu denen außerdem die Freiwilligen Feuerwehren Papenburg-Untenende sowie Obenende zählen.  Im Schnitt fährt die Feuerwehr Aschendorf 60–70 Einsätze pro Jahr. Das Einsatzgebiet umfasst nicht nur die ehemalige Stadt Aschendorf, sondern auch die Papenburger Ortsteile Tunxdorf, Nenndorf, Herbrum und Aschendorfer Moor. Die Bundesstraße 70 liegt in einer Länge von ca. 8 km im Einsatzgebiet. Ein Einsatzschwerpunkt sind jedoch auch die Landesstraßen 62 und 64, wo sich immer wieder schwere Verkehrsunfälle ereignen.
Außerdem betreibt der Malteser Hilfsdienst seit September 2014 eine Rettungswache in Aschendorf, um mit einem 24 Stunden besetzten Rettungswagen die Einsatzgebiete Aschendorf und Rhede abzudecken.

## Kultur und Sehenswürdigkeiten

### Sehenswürdigkeiten

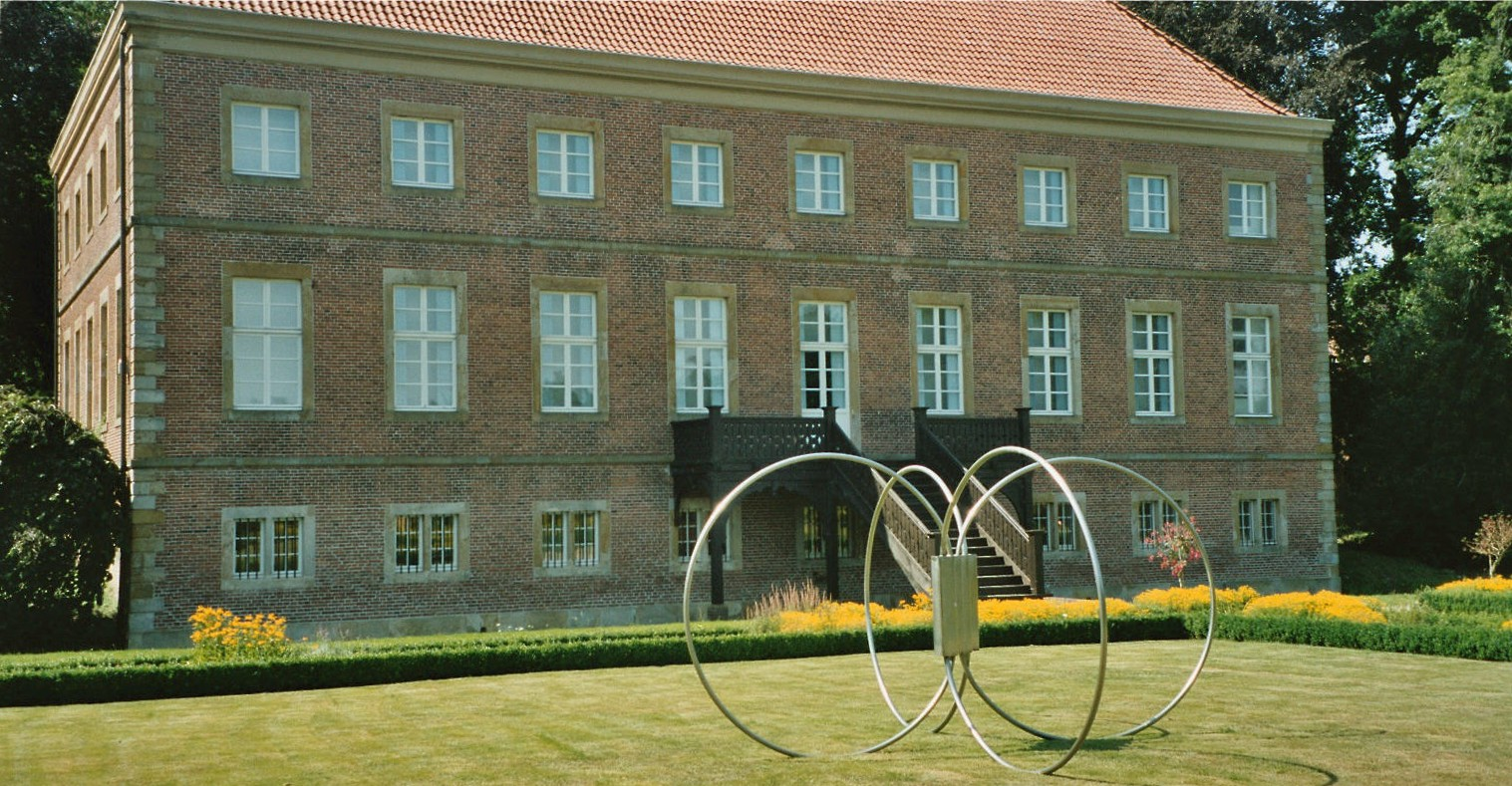
Gut Altenkamp – Hauptgebäude

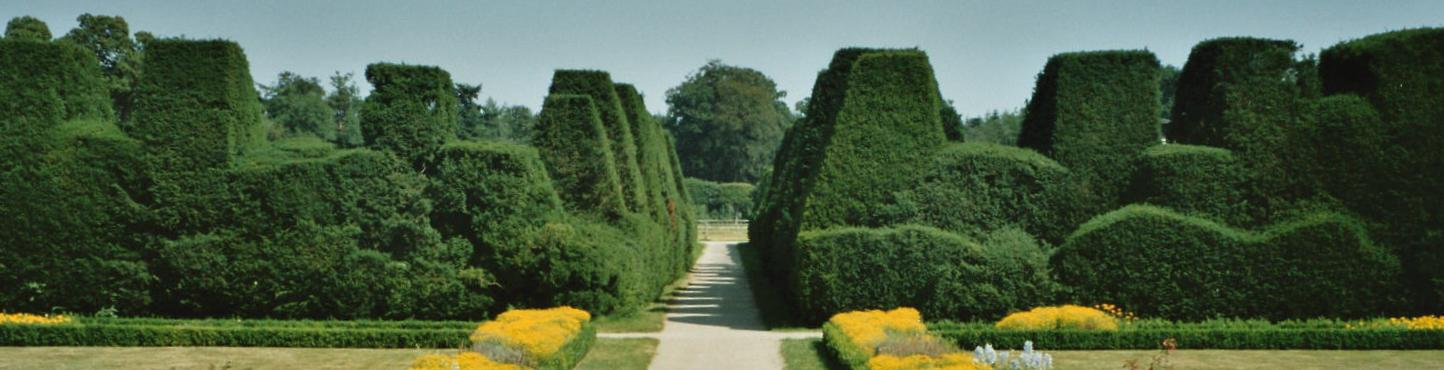
Park von Gut Altenkamp

- Heimathaus des Heimat- und Bürgervereins
- Die genaue Entstehungszeit von Gut Altenkamp ist nicht bekannt. Zu dem Grundstück, das 1981 von der Stadt Papenburg gekauft wurde, gehören barocke Gartenanlagen. In den Räumlichkeiten werden jährlich Ausstellungen der Stiftung Preußischer Kulturbesitz zu kunst- und kulturhistorischen Themen präsentiert. Außerdem finden in den Gartenanlagen Konzerte und öffentliche Veranstaltungen statt (Kulturkreis Papenburg).
- Michaelis-Kapelle
- Das Amtshaus Nienhaus ist seit den 1980er Jahren in Privateigentum. Es wurde zwischenzeitlich von den ADO-Gardinenwerken als Schulungsort genutzt, dient aber heute wieder als privates Wohnhaus. Die Gardinenmarke ADO hat in Aschendorf ihren Ursprung; die Wortmarke steht als Kurzform für Aschendorf. Vorläufer des heutigen Nienhauses ist eine Burganlage des Bischofs von Münster (1266), die mehrmals zerstört wurde und bis 1647 bestand. Dann wurde Nienhaus zum Amtshaus, ging später in das Eigentum der Arenberger über, bis es dann Privateigentum wurde. Von den alten Spuren war bis 2005 fast nichts bekannt. Heute kennt man in direkter Nachbarschaft des Nienhauses Reste von Gräben und von Fundamenten aus der Zeit vor 1647 und auch Hausstellen von den Gebäuden aus der anschließenden Amtshauszeit. Seit 2007 ist das Areal, auf dem die alte Burg und das Amtshaus standen, als Bodendenkmal gesichert.
- Naturschutzgebiet Draiberg
- Tunxdorfer Waldsee
- Das Brüninghaus an der Emdener Straße ist 1910 erbaut und Mitte der 1980er Jahre grundlegend renoviert worden. Seitdem dient es als Jugend- und Begegnungsstätte des TuS Aschendorf.
- Die teilweise über 1000 Jahre alte St.-Amanduskirche ist das Zentrum einer der ältesten norddeutschen Gemeinden. Zahlreiche archäologische Grabungen konnten u. a. die Vorgängerkirchen nachweisen. Im romanischen Turm ist eine Kirchenglocke aus dem Jahr 1307 erhalten. An den Turm schließt sich ein äußerlich romanisches, innerlich frühgotisches Hallenschiff an, zwei Pfeiler tragen die Gewölbe und teilen es in drei Schiffe zu je zwei Jochen. Der anschließende spätgotische eingezogene Chor wurde 1969 abgerissen und der Kirchenraum nach Osten durch eine moderne säulenlose Halle mit geringer Dachneigung erweitert, die niedriger aber breiter als das mittelalterliche Schiff ist. Schließlich wurde das so vergrößerte Schiff 2005 durch eine Glaswand zwischen altem und neuem Kirchenraum unterteilt, sodass nun beide Räume getrennt genutzt werden können.[13]

### Vereine
Für regen Sportbetrieb besonders in den Jugendabteilungen sorgt der TUS Aschendorf mit seinen zahlreichen Mitgliedern. Mit seinen vielen Sportgruppen ist er ein fester Bestandteil des Ortslebens. Große regionale und überregionale Leistungen erzielen die Gruppen:
Aerobic, Badminton, Basketball, Fitness, Fußball, Gesundheitssport, Gymnastik, Karate, Kurse, Leichtathletik, Schach, Schwimmen, Seniorensport, Sportabzeichen, Tennis, Tischtennis, Trampolin, Turn- und Spielkreis und Volleyball. Trainiert wird auf dem Sportplatz an der Emdener Straße und in der Sporthalle an der Bokeler Straße.
Außerdem gibt es noch einen Tennisverein, einen Angelverein, die Katholische Landjugendbewegung Aschendorf, drei Schießsportvereine und einen Reitverein im Ort.

## Religion

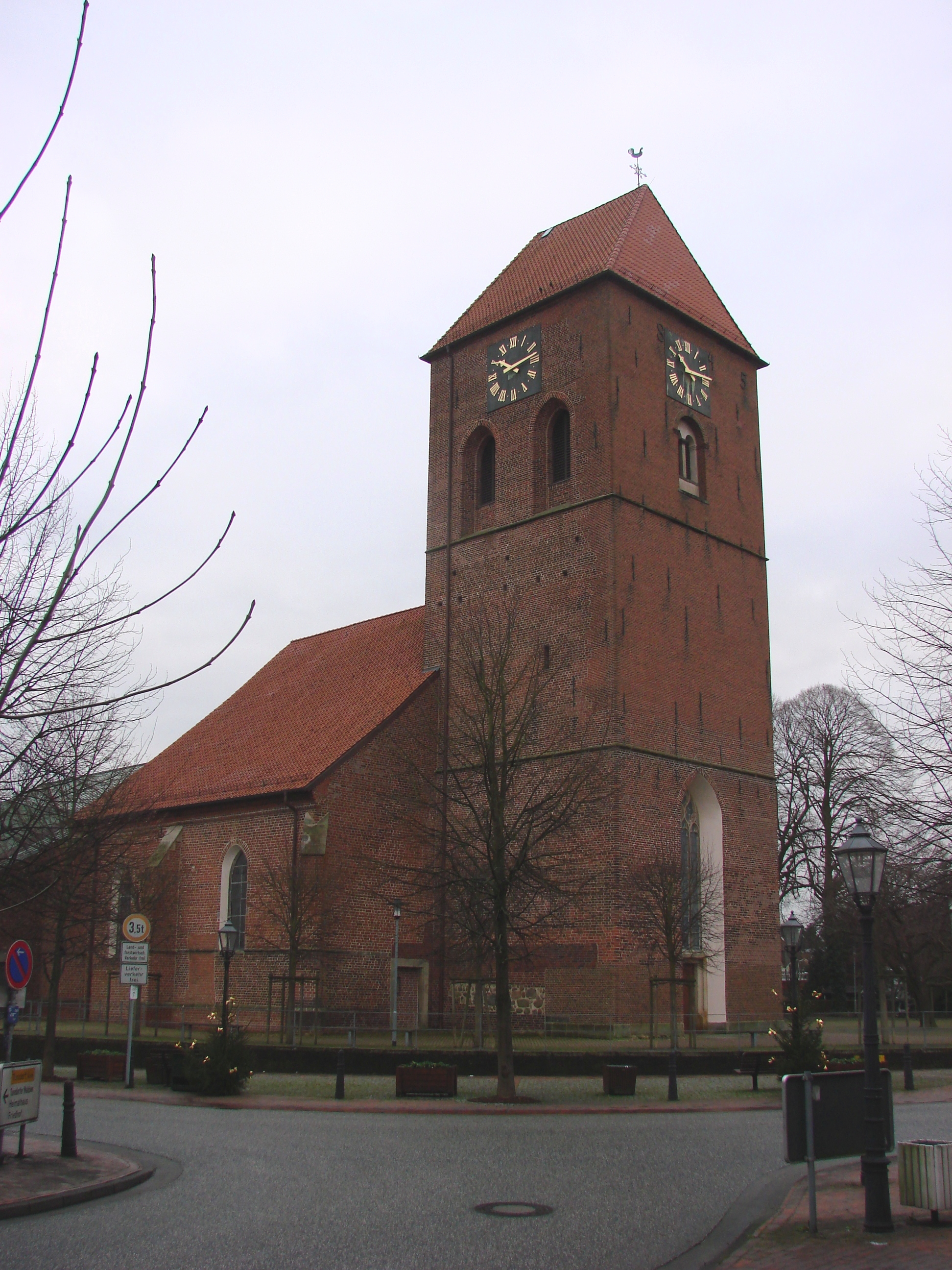
Kirche St. Amandus

Aschendorf hat zwei Kirchen, die katholische Kirche St. Amandus im Stadtzentrum und die ev.-luth. Christuskirche an der Paul-Gerhardt-Straße/Bokeler Straße.
Zwischen Aschendorf und Tunxdorf befindet sich ein jüdischer Friedhof.

## Musik
- Horst Bösing (* 1954), deutscher Komponist und Musikproduzent
- Hermann Lammers Meyer (* 1953), deutscher Countrymusiker und Musikproduzent